# Paris-Roubaix 1898
Paris-Roubaix din 1898 a fost a treia ediție a Paris-Roubaix, o cursă clasică de ciclism de o zi din Franța. Evenimentul a avut loc pe 10 aprilie 1898 și s-a desfășurat pe o distanță de 268 de kilometri de la Paris până la velodromul din Roubaix. Câștigătorul a fost Maurice Garin, un italian care locuia în Franța. Au luat startul 35 de cicliști profesioniști, doar 18 reușind să termine cursa.

## Rezultate
| Loc | Ciclist                 | Timp        |
| --- | ----------------------- | ----------- |
| 1   | Maurice Garin (ITA)     | 8h 13' 15″  |
| 2   | Auguste Stéphane (FRA)  | +28' 00″    |
| 3   | Édouard Wattelier (FRA) | +33' 52″    |
| 4   | Jean Bertin (FRA)       | +46' 26″    |
| 5   | Charles Meyer (DEN)     | +1h 12' 59″ |
| 6   | Rodolfo Muller (ITA)    | +1h 31' 31″ |
| 7   | Gaston Herrinck (BEL)   | +2h 00' 35″ |
| 8   | Jules Cordier (BEL)     | +2h 08' 16″ |
| 9   | Liegeois (FRA)          | +2h 33' 01″ |
| 10  | François Monachon (FRA) | +2h 39' 05″ |